# Angel (The Corrs-sang)
 For alternative betydninger, se Angel (flertydig). (Se også artikler, som begynder med Angel)
"Angel" er en sang af det keltiske folkrockband The Corrs. Den blev udgivet d. 13. september 2004 som den anden single fra deres fjerde studiealbum Borrowed Heaven (2004). I Storbritanniens UK Singles Chart toppede den som #16 og på Tjeklisten blev den #18. Sangen er en hyldest til bandmedlemmernes mor, Jean, der døde i 1999.

## Spor
- UK, Europa, Mexico, Asien CD

1. "Angel"
2. "Angel (Akustisk)"

- UK, Europa Digital EP

1. "Angel"
2. "Angel (Akustisk)"
3. "Goodbye (Akustisk)"

- UK, Europa CD 1 (Limited)

1. "Angel"
2. "Angel (Akustisk)"

- UK, Europa CD 2 (Limited)

1. "Angel"
2. "Goodbye (Akustisk)"
3. "Angel (Video)"
4. "Angel (Livevideo)"
5. "Interview"

## Musikvideo
Der blev fremstillet to musikvideoer til sangen. Den normale udgave blev filmet i Lake Park, Roundwood, Irland d. 12. juni 20014. I videoen ses en brud og gom, der portrætteres af hhv. Saileog Lally og Eoin Macken. Lake Park er et område på omkring 0,45 km2 nær skoven, hvor dele af filmen Excalibur blev filmet.
Den anden musikvideo er en liveversion, som indeholder klip fra deres europæiske turne i 2004.

## Hitlister
| Hitliste                        | Højeste placering |
| ------------------------------- | ----------------- |
| Austria Top 40                  | 75                |
| Danmark Tjeklisten              | 18                |
| Irish Singles Chart             | 19                |
| Netherlands Mega Single Top 100 | 73                |
| New Zealand Singles Chart       | 36                |
| Spanish Singles Chart           | 14                |
| Swiss Singles Chart             | 53                |
| UK Singles Chart                | 16                |
| Tyskland Media Control Charts   | 84                |